# Seven Days a Week
Seven Days a Week – czternasty album studyjny Don Carlosa, jamajskiego wykonawcy muzyki roots reggae.
Płyta została wydana w roku 1998 przez waszyngtońską wytwórnię RAS Records. Nagrania zarejestrowane zostały w studiach Leggo Sounds w Kingston oraz Lion & Fox w Waszyngtonie. Ich produkcją zajęli się Alric „Goldielocks” Lansfield oraz Gary „Doctor Dread” Himelfarb. Don Carlosowi akompaniowali muzycy sesyjni z zespołów The Roots Radics Band oraz Crucial Youths All Stars. Album został wznowiony przez RAS w roku 2002.

## Lista utworów
1. „Movin’ (To The Top)”
2. „Africa”
3. „Fight The Revolution”
4. „Civilized”
5. „Guide Us (Jah Jah Oh Jah Jah)”
6. „7 Days A Week”
7. „Sunshine”
8. „Baby You Know”
9. „Holiday”
10. „Time”
11. „Come Let’s Party”
12. „Hotty Totty (Fast Lane)”
13. „You’ve Changed”

## Muzycy
- Chris „Pupa Roots” Vrenios – gitara
- Dwight „Brother Dee” Pinkney – gitara
- Eric „Bingy Bunny” Lamont – gitara rytmiczna
- Steve Golding – gitara rytmiczna
- Errol „Flabba” Holt – gitara basowa
- Wilburn „Squidley” Cole – perkusja
- Lincoln „Style” Scott – perkusja
- Carl „Bridge” Ayton – perkusja
- Mallory Williams – keyboard
- Alric „Goldielocks” Lansfield – chórki w utworach „Civilized” i „Guide Us”